# シリウスXMラジオ
シリウスXMラジオ（英: Sirius XM Radio Inc.）は、アメリカ合衆国及びカナダで放送している通信衛星を使用したデジタルラジオ及びその放送事業会社である。主に自動車などの移動体向けに、有料会員向け衛星放送とインターネット放送を行なっている。もともと「シリウス・サテライト・ラジオ」、「XMサテライトラジオ」として別々に起業された衛星ラジオ会社が、2008年に合併した。2013年に、シリウスXMホールディングス（英: Sirius XM Holdings, Inc.、NASDAQ: SIRI）の一部門となった。
現在はアメリカ合衆国では両サービスを統合した「シリウスXMラジオ」として放送されており、カナダでは「シリウス・サテライト・ラジオ」と「XM」として別々に放送されている。
135チャンネルでの放送を行なっており、アメリカ合衆国での会員数は約2,100万人。契約はネット上からできるが、一度契約すると、解約は電話で行う必要がある。解約は母語話者であっても困難を極める。

## 歴史
1988年に「アメリカ移動体衛星社（英: American Mobile Satellite Corporation）」が設立、その一部門がスピンオフし、1992年に「アメリカ移動体ラジオ社（英: American Mobile Radio Corporation）」 として分社され、その後1999年に「XMサテライト・ラジオ」として改称。2001年9月25日に放送開始した。
1990年に「サテライトCDラジオ社（英: Satellite CD Radio, Inc.）」として創業し、衛星放送免許取得のための活動を行なってきた。1999年に「シリウス・サテライト・ラジオ」に改称。2002年7月1日にアメリカ合衆国全土での放送開始。2006年には有料会員向け「シリウス・インターネット・ラジオ」を開始。
2008年に、競合関係にあったシリウス・サテライト・ラジオとXMサテライト・ラジオが合併を発表、合併後の社名はシリウスXMラジオとした。
2017年6月、インターネットラジオ最王手のPandoraと戦略的提携を結び、株式19%を4億8000万ドルを取得した。

## 技術
放送方式は、SDARS（衛星デジタル音声ラジオサービス、Satellite Digital Audio Radio Service）で、アメリカ合衆国連邦通信委員会が規定するDARS（デジタルラジオ）の一つ。2.3GHz帯のSバンドで、2320−2345MHzを使用。
都市部では約900ヶ所の中継局を設置し、ビル陰やトンネル、鉄塔などの影響を低減している。
受信機は車載用がほとんどだが、一部のメーカーより家庭用も発売されている。またiPhone、ブラックベリー、アンドロイド携帯電話などでも会員向けのアプリケーションが用意されている。